# Platydesmus guatemalae
Platydesmus guatemalae är en mångfotingart som beskrevs av Henri W. Brölemann 1900. Platydesmus guatemalae ingår i släktet Platydesmus och familjen Platydesmidae. Inga underarter finns listade i Catalogue of Life.